# Трионов пектен
Трионовите пектени (Limaria hians) са вид миди от семейство Limidae.
Таксонът е описан за пръв път от Йохан Фридрих Гмелин през 1791 година.